# Ponykarussell

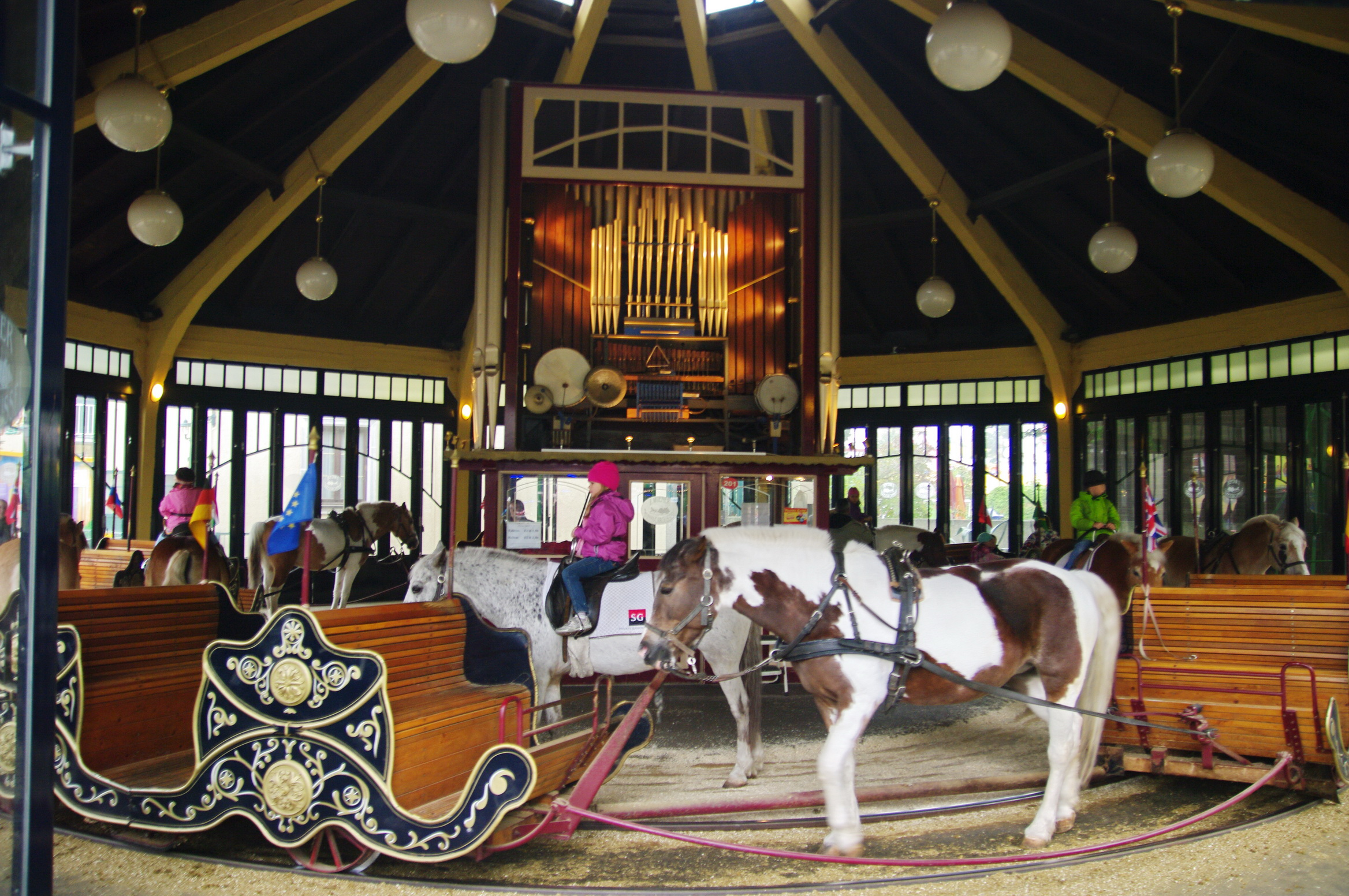
Das Ponykarussell im Prater, 2012

Das Ponykarussell (frühere Schreibweise Pony-Carousell) ist ein ehemaliges Pferderingelspiel im Wiener Prater im 2. Wiener Gemeindebezirk. Erbaut wurde das erste Pferderingelspiel im Jahr 1887 als Kuppel-Bau in Holzkonstruktion auf der Parzelle Prater 167 (im Zuge der Neuparzellierung nach dem Zweiten Weltkrieg Prater 146 genannt). Im Krieg wurde es 1945 von Bomben völlig zerstört, danach als Betonträgerkonstruktion wieder ganz neu erbaut und 1946 als eines der ersten Fahrgeschäfte im Zuge der Wiedereröffnung des Praters wieder in Betrieb genommen. Nur der Zaun, der das Grundstück abgrenzte und der nicht aus Holz, sondern aus Eisen gefertigt war, überstand den Praterbrand und wurde am neuen Standort wiederverwendet. Errichtet wurde Ponykarussell in etwa 120 Meter Entfernung zum Vorkriegsstandort auf der Parzelle Prater 86, was der Vorkriegsadresse Prater 124 entspricht (an der Straße des Ersten Mai). Nach 129 Jahren wurde das Ponykarussell 2016 aufgrund von Tierschützer-Protesten geschlossen. Seit 2021 wird der vollständig sanierte Bau als Café genutzt.

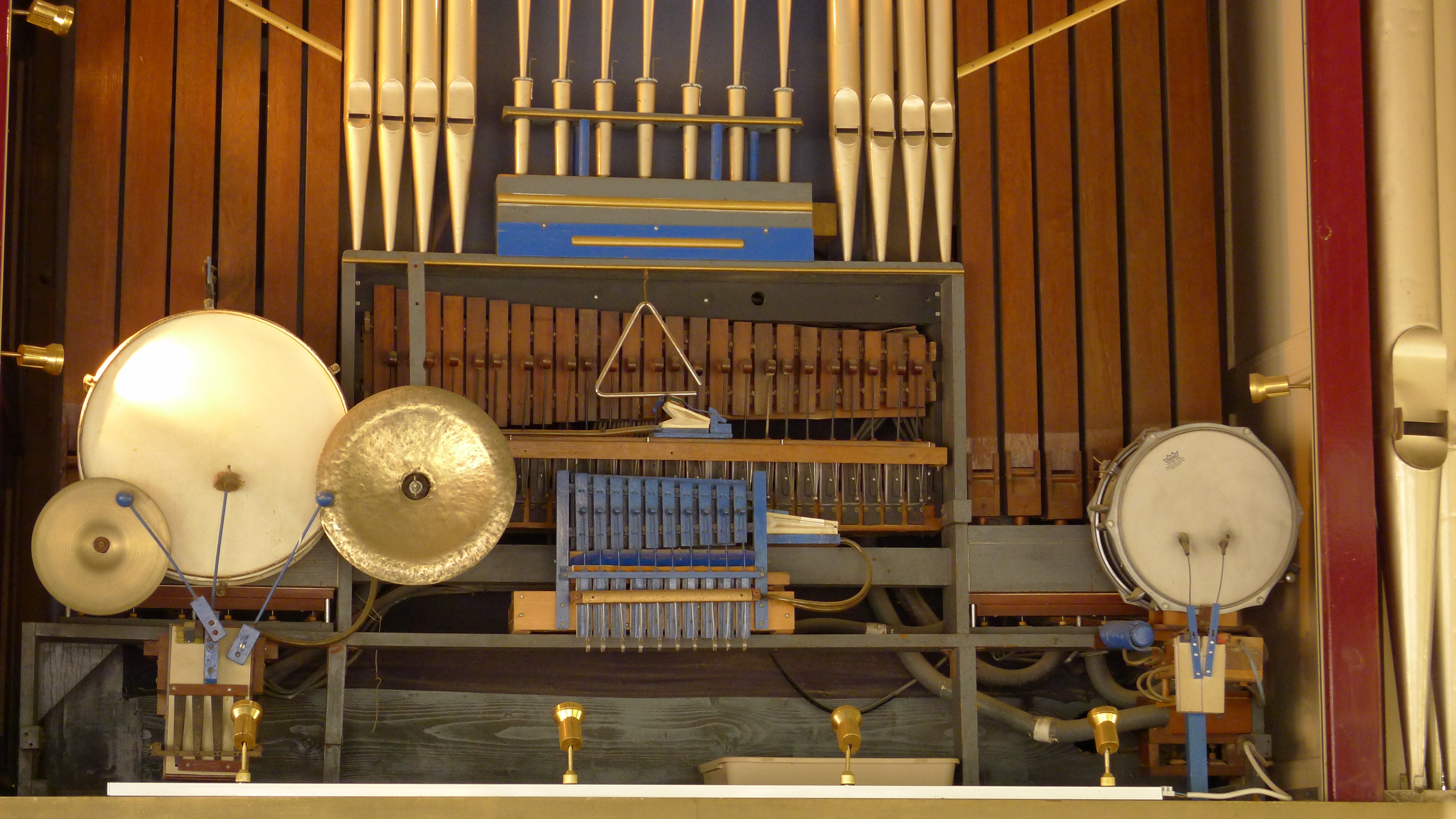
Die Molzer-Orgel

Im Café blieb die sogenannte Molzer-Orgel erhalten. Das erste Orchestrion („Werkel“) wurde um 1897 von Ferdinand Molzer dem Älteren gebaut, dem Vater von Ferdinand Molzer dem Jüngeren, der die Werkstatt seines Vaters weiterführte und sich als Professor für Orgelbau an der Wiener Musikakademie einen Namen machte. Die heutige Orgel ist bereits die dritte und wurde 1949 eingebaut. Sie verfügt über eine pneumatische Traktur, die über eine gestanzte Lochkarte angesteuert wird. Erhalten sind noch die originalen, von Molzer gestifteten und vorbereiteten Notenkartons, auf die er selbst die Noten schrieb.